# لوک چپمن
لوک چپمن (انگلیسی: Luke Chapman؛ زادهٔ ۲۱ مارس ۱۹۹۱) بازیکن فوتبال اهل بریتانیا است.
از باشگاه‌هایی که در آن بازی کرده‌است می‌توان به باشگاه فوتبال استافورد رانجرز، باشگاه فوتبال پورت ویل، و باشگاه فوتبال روستر اشاره کرد.